# Dandarides
Les Dandarides (latin Dandaridae) sont une tribu sarmate ou scythe installée à l'est de la mer d'Azov (actuelle région du Kouban), au premier millénaire av. J.-C. Selon Strabon, ils faisaient partie de la confédération des Méotes.

## Sources antiques
- Tacite, Annales, XII, 15[2].
- Strabon, Géographie, XI, 2, 11.
- Pline l'Ancien, H. N., VI, 19 (Dandari).
- Possible mention chez Valerius Flaccus, Argonautiques, VI, 67[3].